# Jürgen Paape
Jürgen Paape ist ein deutscher Musiker im Bereich der elektronischen Musik.
Paape veröffentlicht hauptsächlich unter seinem bürgerlichen Namen, aber auch unter Pseudonymen wie Areal, Care, F.I.N.E. und Reval.

## Lebenslauf
Gemeinsam mit Wolfgang Voigt und dessen Bruder Reinhard Voigt sowie Jörg Burger gründete Paape am 1. März 1993 unter dem Namen Delirium in Köln einen Plattenladen, der später in Kompakt umbenannt wurde und aus dem das gleichnamige Label Kompakt hervorging. Im Oktober 1998 war Paapes Single Triumph mit der Katalognummer KOM1 die erste Single auf Kompakt.
Sein bekanntestes Stück ist das 2002 erschienene So Weit Wie Noch Nie, welches Daliah Lavis Vielleicht schon Morgen sampelt. Das Stück wurde mehrfach wiederveröffentlicht, unter anderem auf Low Spirit. Des Weiteren verwendete er Samples von Marianne Rosenbergs Was kann ich tun und anderes.
Im Jahr 2010 erschien mit Kompilation sein erstes Album, bei dem es sich um eine Zusammenstellung größtenteils bereits veröffentlichter Stücke handelt.
Im Gegensatz zu den anderen Kompakt-Gründern tritt Paape weder als DJ noch als Live Act auf und steht auch für Interviews und Pressefotos nicht zur Verfügung.

## Diskographie

### Alben
- 2010: Jürgen Paape – Kompilation (Kompakt Klassiks)

### Singles und EPs
- 1994: F.I.N.E. – To The Bassic (Lifeline Records)
- 1995: Areal – Panorama (New Transatlantic)
- 1997: Care – Careless Whisper (Force Inc. US)
- 1997: Jürgen Paape – Reval (Profan)
- 1998: Care – Love Train Running (Force Inc. US)
- 1998: Jürgen Paape – Triumph (Kompakt)
- 1999: Care – World Of Today (Force Tracks)
- 1999: Care – Two Become One (Kreisel 99)
- 1999: Jürgen Paape – Belleville (Gadgets)
- 1999: Jürgen Paape – Glanz (Kompakt)
- 2002: Jürgen Paape – So Weit Wie Noch Nie (Kompakt)
- 2007: Jürgen Paape – Nord Nord-West (Kompakt)
- 2007: Jürgen Paape – Take That (Zip Music)
- 2007: Jürgen Paape + Boy Schaufler – We Love (Motivo Productions)
- 2007: Jürgen Paape / Tom Pooks – Speicher 45 (Kompakt Extra)
- 2007: Jürgen Paape – Speicher 47 (Kompakt Extra)
- 2010: Jürgen Paape / Gus Gus – Come Into My Life / Hateful (Rar)
- 2011: Jürgen Paape – So Wird Die Zeit Gemacht (Rar)